# Gabriel Kniaginin

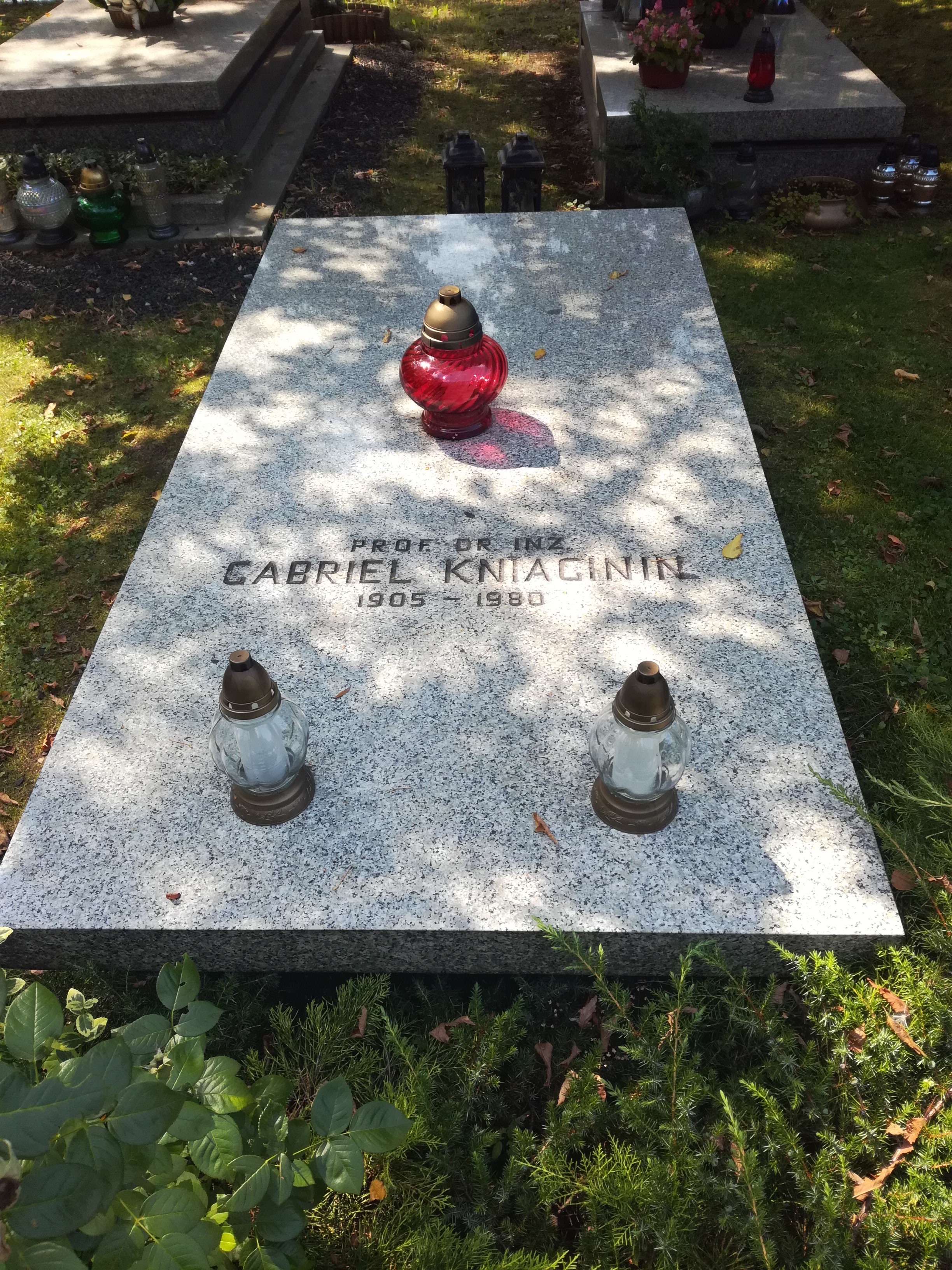
Grób profesora Gabriela Kniaginina na cmentarzu Rakowickim

Gabriel Kniaginin (ur. 8 maja 1905 w Mediolanie, zm. 23 czerwca 1980 w Warszawie) – polski inżynier, specjalista w dziedzinie odlewnictwa żeliwa i staliwa.

## Życiorys
W latach 1923–1930 studiował na Wydziale Hutniczym Akademii Górniczej w Krakowie (dyplom w 1933). Jednocześnie pobierał lekcje śpiewu operowego (bas) w Konserwatorium Towarzystwa Muzycznego w Krakowie.
Po zakończeniu studiów pracował w hucie "Pokój" w Rudzie Śląskiej i odlewni Zieleniewski-Fitzner-Gamper w Dąbrowie Górniczej. W latach 1937–1945 był dyrektorem odlewni Huty Bankowej. Od 1945 do 1947 pełnił funkcję dyrektora technicznego huty "Zabrze", od 1947 do 1949 był jej dyrektorem naczelnym. W latach 1949–1950 pozostawał na stanowisku dyrektora naczelnego Gliwickich Zakładów Hutniczych. W tym czasie wykładał w Szkole Hutniczej w Dąbrowie Górniczej.
Był prorektorem ds. nauki Politechniki Śląskiej w latach 1950–1952 i rektorem od 1952 do 1954. Od 1957 pracował w Akademii Górniczo-Hutniczej w Krakowie. W 1957 został mianowany profesorem nadzwyczajnym, a w 1958 profesorem zwyczajnym oraz kierownikiem Katedry Metalurgii i Odlewnictwa Staliwa, którym pozostawał do 1975. Pełnił także funkcje dyrektora Instytutu Technologii i Mechanizacji Odlewnictwa (1969–1972).
W 1963 obronił pracę doktorską nt. „Austeniczne staliwo manganowe”. Prowadził badania nad wpływem technologii wytapiania na czystość stali i odporność na zużycie staliwa wysokomanganowego.
Działał w Komisji i Komitecie Hutnictwa PAN. Był przewodniczącym gliwickiego koła Stowarzyszenia Inżynierów i Techników Przemysłu Hutniczego oraz Stowarzyszenia Technicznego Odlewników Polskich, Rady Redakcyjnej Archiwum Hutnictwa (1956–1959) oraz członkiem Rady Naukowej Instytutu Odlewnictwa w Krakowie (1949–1958).
Pochowany w alei zasłużonych cmentarza Rakowickiego w Krakowie (kwatera LXIX pas A-II-5).

## Ważniejsze publikacje
- Odlewnictwo staliwa. Staliwo węglowe (Warszawa, Państwowe Wydawnictwo Techniczne, 1956)
- Austenityczne staliwo manganowe: studium monograficzne (PWN, Oddział w Krakowie, 1968)
- Staliwo: metalurgia i odlewnictwo (Katowice, Śląsk, 1977)

## Nagrody i odznaczenia
- Krzyż Oficerski Orderu Odrodzenia Polski
- Order Sztandaru Pracy II klasy
- Srebrny  i Złoty Krzyż Zasługi
- Medal Komisji Edukacji Narodowej (1978)
- Zasłużony Hutnik PRL
- Nagroda Państwowa - zespołowa